# Велпом
Велпом  — деревня в Сысольском районе Республики Коми в составе сельского поселения Вотча.

## География
Расположена на правом берегу Сысолы на расстоянии примерно 13 км по прямой от районного центра села Визинга на восток.

## История
Известна с 1719 года. В 1859 году здесь (Вельпонская или Велпом) было 9 дворов, 77 человек, в 1926 (Велпонская) — 29 и 115 человек, в 1970 — 62 жителя, в 1989 — 23.

## Население
Постоянное население составляло 19 человек (коми 79 %) в 2002 году, 6 в 2010.